# Chezelles (Indre-et-Loire)
Chezelles település Franciaországban, Indre-et-Loire megyében. Lakosainak száma 130 fő (2022. január 1.). Chezelles Courcoué, Parçay-sur-Vienne, Rilly-sur-Vienne, Theneuil, La Tour-Saint-Gelin és Verneuil-le-Château községekkel határos.

## Népesség
A település népességének változása:
| Lakosok száma | 263  | 146  | 144  | 140  | 128  | 133  | 133  | 132  | 131  | 130  |
|               | 1968 | 1982 | 1990 | 2006 | 2013 | 2015 | 2017 | 2019 | 2020 | 2022 |